# Лежа (область)
Лежа або Леже (алб. Qarku i Lezhës) — область на північному сході Албанії. Адміністративний центр — місто Лежа.

## Адміністративний поділ
До складу області входять округи:
| Округ   | Адміністративний центр | Населення, осіб (2010) | Площа, км² | Муніципалітети                   |
| ------- | ---------------------- | ---------------------- | ---------- | -------------------------------- |
| Курбін  | Лачі                   | 54 977                 | 273        | Fushë-Kuqe, Laç, Мамурраш, Milot |
| Лежа    | Лежа                   | 77 184                 | 479        |                                  |
| Мірдіта | Решен                  | 26 668                 | 867        |                                  |

Населення — 134 027 осіб (2011), площа — 1620 км².
Межує з областями:
- Шкодер на півночі
- Кукес на північному сході
- Дібер на південному сході
- Дуррес на півдні